# Eri (imię)
Eri (jap. えり, エリ) – żeńskie imię japońskie.

## Możliwa pisownia
Eri można zapisać, używając wielu różnych znaków kanji i może znaczyć m.in.:
- 絵理, „błogosławiona nagroda”[1]
- 絵里
- 絵梨
- 恵理
- 恵里
- 恵梨
- 恵利
- 江里
- 江利
- 枝里
- 英里
- 英梨

## Znane osoby
- Eri Fukatsu (絵里), japońska aktorka
- Eri Itō (恵里), japońska wokalistka
- Eri Kamei (絵里), członkini japońskiego zespołu Morning Musume
- Eri Kawai (英里), japońska piosenkarka
- Eri Kitamura (英梨), japońska seiyū i piosenkarka
- Eri Murakawa (絵梨), japońska aktorka
- Eri Yamada (恵里), japońska softballistka
- Eri Yamaguchi (衛里), japońska biegaczka długodystansowa

## Fikcyjne postacie
- Eri (絵理), postać z serii mang i anime InuYasha
- Eri (壊理), postać z mangi i anime My Hero Academia – Akademia bohaterów
- Eli Ayase (絵里), bohaterka anime Love Live! School Idol Project
- Eri Minami (絵里), bohaterka gry Shin Megami Tensei: Persona 4
- Eri Kasamoto (エリ), bohaterka gry Metal Slug
- Eri Kisaki (英里), postać z mangi i anime Detektyw Conan
- Eri Ninamori (エリ), bohaterka serii FLCL
- Eri Sawachika (愛理), bohaterka serii School Rumble
- Eri Shinkai (エリ), bohaterka OVA i light novel AIKa R-16: Virgin Mission